# Vlag van Bergh

Vlag van de gemeente Bergh

De vlag van Bergh is het gemeentelijk dundoek van de voormalige Gelderse gemeente Bergh. De vlag werd op 17 juni 1954 per raadsbesluit aangenomen. De kleuren en de drie penningen zijn afkomstig van het wapen van 's-Heerenberg.

## Beschrijving
De beschrijving luidt:
"Drie banen van respectievelijk wit, rood en wit in de hoogteverhouding van 1:3:1, op de rode baan aan de stokzijde drie gele ronde vlakken in de vorm van een driehoek met de bais aan de stokzijde, terwijl de middenlijn van elk vlak zich verhoudt tot de baanbreedte als 1:6"
De kleuren en de penningen zijn ontleend aan het gemeentewapen.

## Verwante afbeelding

wapen van 's-Heerenberg

Ammerzoden 
· Angerlo 
· Batenburg 
· Beesd 
· Bemmel 
· Bergh 
· Bergharen 
· Beusichem 
· Borculo 
· Brakel 
· Didam 
· Dinxperlo 
· Dodewaard 
· Dreumel 
· Echteld 
· Eibergen 
· Elst 
· Ewijk 
· Geldermalsen 
· Gendringen 
· Gendt 
· Gorssel 
· Groenlo 
· Groesbeek 
· Hedel 
· Heerewaarden 
· Hemmen 
· Hengelo 
· Herwen en Aerdt 
· Heteren 
· Heukelum 
· Hoevelaken 
· Horssen 
· Huissen 
· Hummelo en Keppel 
· Hurwenen 
· Kerkwijk 
· Kesteren 
· Laren 
· Lichtenvoorde 
· Lienden 
· Lingewaal 
· Maurik 
· Millingen aan de Rijn 
· Neede 
· Neerijnen 
· Overasselt 
· Rijnwaarden 
· Rossum 
· Ruurlo 
· Steenderen 
· Ubbergen 
· Valburg 
· Vorden 
· Wadenoijen 
· Wamel 
· Warnsveld 
· Wehl 
· Wisch 
· Zelhem 
· Zoelen